# シモン・ボッカネグラ
『シモン・ボッカネグラ』（Simon Boccanegra）は、ジュゼッペ・ヴェルディが作曲したオペラ。1857年に初演され、24年後の1881年に改訂された。

## 概要
原作はアントニオ・ガルシア・グティエレスの戯曲『シモン・ボッカネグラ』（1843年）であり、史実の人物を題材としている。これをもとにフランチェスコ・マリア・ピアーヴェが台本を書き、ヴェルディが1856年から1857年にかけて作曲した。1881年に改訂され、改訂版の台本はアッリーゴ・ボーイトによる。現在ではもっぱら改訂版が上演される。
ヴェルディの活動中期の作品に当たるが、晩年の改訂によって、ドラマの流れと歌手のアリアがより緊密に結びつけられている。また、オペラ全編を通じて3人のバリトン及びバス歌手が活躍し、低音の魅力を聴かせるのが特徴となっている。
舞台は14世紀半ば（1339年から1364年）のイタリア、ジェノヴァとその周辺。プロローグ付き全3幕の構成をとり、演奏時間は約2時間10分（プロローグ25分、第1幕50分、第2幕30分、第3幕25分。以上は改訂版に基づく）。
初演
1857年3月12日、ヴェネツィア・フェニーチェ劇場
改訂版初演
1881年3月21日、ミラノ・スカラ座

## 作曲の経緯

### フェニーチェ劇場での初演まで
ヴェルディは、『椿姫』（ラ・トラヴィアータ）の後、パリ万国博覧会での上演に向け、フランス語によるオペラ『シチリア島の夕べの祈り』（1855年）を作曲する。その後、フェニーチェ劇場の支配人に約束していた新しいオペラとしてとりかかったのが『シモン・ボッカネグラ』である。
『イル・トロヴァトーレ』の原作者でもあるグティエレスの『シモン・ボッカネグラ』を読んだヴェルディは、これを新作オペラとすべく、台本作家のピアーヴェに送った。フェニーチェ劇場との契約は1856年5月であり、同年6月末から滞在先のパリで作曲にとりかかった。
台本の完成は翌1857年2月である。同月中旬にはヴェルディは第1幕を完成させ、第2幕と第3幕もオーケストレーションを残すのみとなっていた。フェニーチェ劇場のあるヴェネツィアに到着したヴェルディは、現地で最後の仕上げにかかり、3月12日の初演に臨んだ。しかし、この初演は大失敗に終わる。ヴェルディ43歳のときである。ヴェルディは友人への手紙に次のように書いている。
「素晴らしい出来だと信じていたのですが、『トラヴィアータ』以上の失敗でした。しかし、この失敗は私のせいというより、歌手に原因があるかもしれません。」

### 改訂とスカラ座初演
この作品に愛着を持っていたヴェルディは改訂上演の機会を狙っていたが、すぐには果たせなかった。
1871年の『アイーダ』初演後、新作オペラのないヴェルディに、楽譜出版社であるリコルディ社は1879年、シェイクスピアの『オセロ』に基づくオペラ化を提案した。台本については、作曲家・台本作家のアッリーゴ・ボーイトが同社から依頼を受けており、『オセロ』のオペラ化は、もともとボーイトの構想でもあった。しかし、ヴェルディとボーイトは以前から反目しあっていたこともあって、ヴェルディは慎重な姿勢を崩さなかった。このため、リコルディ社は『オセロ』の前にひとまず本作の改訂を持ちかけつつ、ヴェルディとボーイトの関係をとりなしたのである。

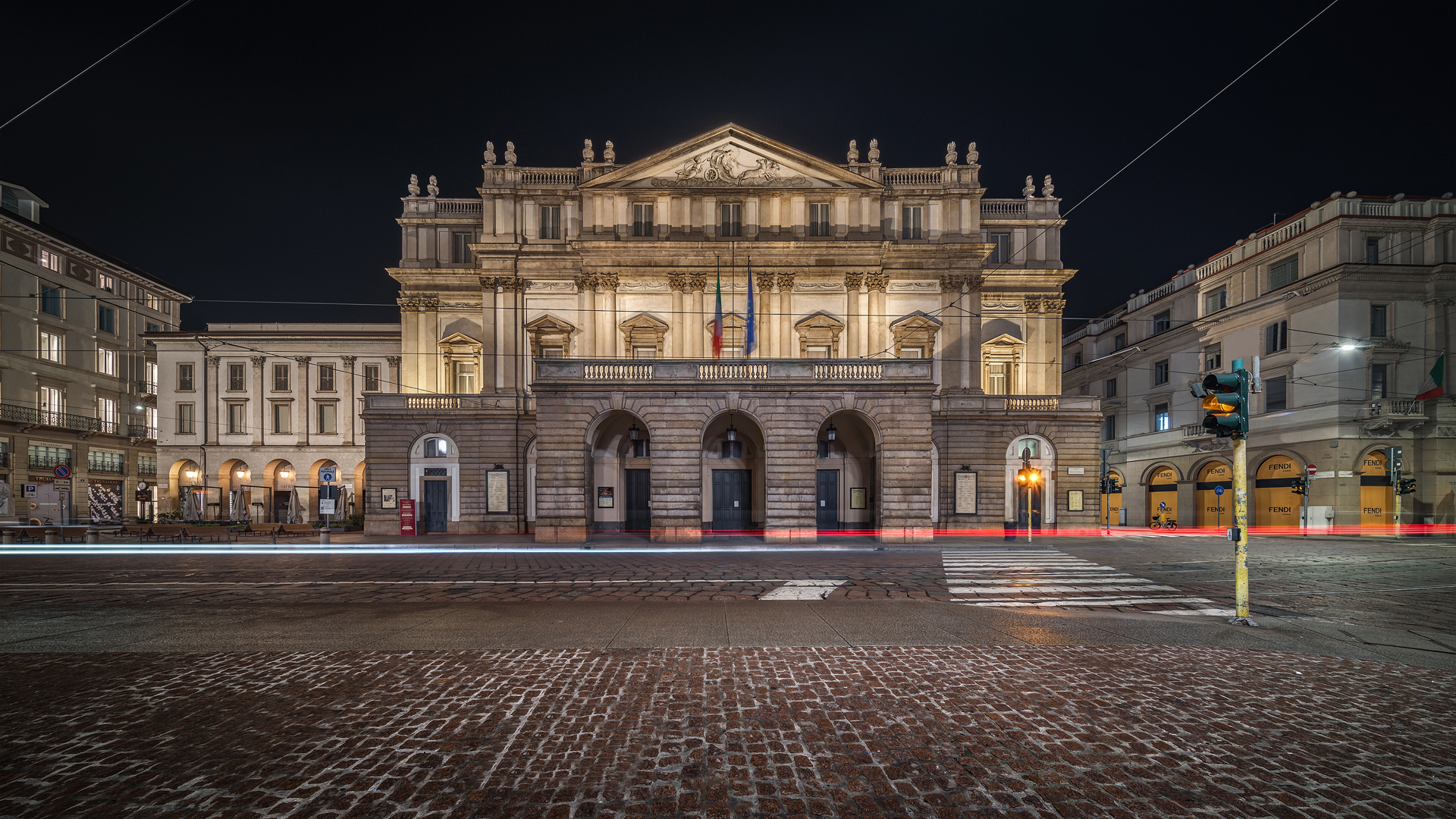
改訂版初演が行われたスカラ座

ボーイトは、悪役パオロの登場場面を増やすことによって、主人公シモンの悲劇性を引き立たせた。台本の改訂により、登場人物の人間性がより鮮明になり、わかりにくかったドラマ展開が整理された。
音楽的には、プロローグのほぼ全部が改訂され、当初の長い前奏曲はごく短い導入部に置き換えられた。第1幕の導入部とフィナーレ（会議の場面）も改訂され、個々のアリアや二重唱にも手が入れられた。ヴェルディは、従来の様式的なカヴァティーナ＝カバレッタ方式から、アリアをドラマの流れの一環としてとらえるように改めている。第3幕のフィナーレでは「婚礼の合唱」が追加された。
改訂版は1881年3月、ミラノ・スカラ座で初演され、今度は大喝采で迎えられた。フェニーチェ劇場の初演から24年後、ヴェルディは68歳となっていた。本作の改訂作業を通じて築かれた信頼関係のもと、ヴェルディとボーイトの共同作業によって、以降、『オテロ』（1887年）、『ファルスタッフ』（1893年）と、ヴェルディ晩年の傑作が生み出されることになる。

## 主な登場人物
- シモン・ボッカネグラ （バリトン）　もとは後世でいう私掠船船長だが、平民派の後押しによりジェノヴァ共和国の初代総督になる。
- マリア・ボッカネグラ （ソプラノ）　シモンの娘。本編ではアメーリア・グリマルディと名乗っている。
- ヤーコポ・フィエスコ （バス）　もとジェノヴァ貴族でシモンの政敵。本編ではアンドレーア・グリマルディと名乗り、アメーリアを養育する。
- ガブリエーレ・アドルノ （テノール）　貴族派の幹部でアメーリア（マリア）の恋人。
- パオロ・アルビアーニ （バス）　平民派のもと金糸職工で、のちジェノヴァ共和国の廷臣。シモンの腹心の部下。
- ピエトロ （バリトン）　平民派。パオロとともに共和国の廷臣となる。
- 射手隊長 （テノール）
- 侍女 （メゾソプラノ）

## 楽器編成
ピッコロ、フルート2、オーボエ2、クラリネット2、バス・クラリネット、ファゴット2、ホルン4、トランペット2、トロンボーン3、チンバッソ、ティンパニ、大太鼓、シンバル、タンブリン、鐘、ハープ、弦5部。
バンダ：トランペット4、トロンボーン4、小太鼓2、

## 構成
プロローグ付きの全3幕。第1幕は2場に分かれる。

### プロローグ
サン・ロレンツォ教会の広場とフィエスコの館の前
平民派のパオロとピエトロは、私掠船船長のシモンをジェノヴァ総督に担ぎ出そうと相談する。呼び出されたシモンには政治的野心はなく、パオロたちの申し出を聞いて躊躇する。しかし、シモンの恋人であるマリアは政敵フィエスコの娘であり、マリアはフィエスコによって館に幽閉されていた。自分が総督になれば、フィエスコもマリアとの結婚を許すかもしれないと考えたシモンは、総督選挙への出馬を決意する。
館からうちひしがれた姿のフィエスコが現れる（アリア「哀れな父親の苦悩する心は」）。シモンはフィエスコの館を訪ね、和解とマリアとの結婚の許しを請う。フィエスコとシモンの二重唱。しかし、フィエスコはシモンとマリアの娘を自分によこせと迫る。娘が行方知れずであることをシモンが語ると、フィエスコは、自分の孫が戻るまで和解しないといって立ち去る。いつもは閉じられている館の扉が開いており、シモンはマリアに会いたい一心で館の中に入るが、そこで病死したマリアを見いだす。愕然として広場に出てくるシモンを、民衆が「シモン万歳!」と歓呼の声で迎える。

### 第1幕

#### 第1場
プロローグから25年後。ジェノヴァ近郊のグリマルディ伯爵邸
アメーリアが登場（ロマンツァ「暁に星と海は微笑み」）。彼女のもとへ恋人のガブリエーレがやってくる。アメーリアとガブリエーレの二重唱。アメーリアはシモンとマリアの行方知れずになっていた娘で、グリマルディ家に拾われていた。このことを知らないフィエスコは、アンドレーアと名乗ってアメーリアを養育していた。シモンはジェノヴァ総督となり、腹心のパオロとアメーリアとの結婚話を進めるために、グリマルディ家を訪れようとしていた。これを知ったガブリエーレとアメーリアはすぐに結婚しようと愛を誓い合う。アンドレーアが現れ、アメーリアが孤児であることをガブリエーレに語るが、ガブリエーレはそれでもアメーリアを妻にしたいという。アメーリア、ガブリエーレ、アンドレーアの三重唱。
シモンの到着が告げられ、アンドレーアとガブリエーレはその場を去る。シモンはアメーリアに、パオロと結婚すれば、追放されたグリマルディの一族を赦免するという。アメーリアは、自分には心に決めた相手がいること、財産目当てのパオロとは結婚しないと拒絶し、そもそも自分はグリマルディ家の娘ではないと身の上を明かす。話を聞くうちに、シモンはアメーリアが自分の娘であることに気づく。二人は抱き合い、25年ぶりの再会を喜ぶ。シモンとアメーリアの二重唱。
娘の意を汲んだシモンはパオロとの結婚話を破談にする。しかし、この通告を受けたパオロは逆上してシモンを恨み、ピエトロと組んでアメーリアの略奪を企む。

#### 第2場
ジェノヴァ共和国の議会場
議会でシモンがヴェネツィア共和国との和平の重要性を説いていると、突然外で争乱が起こる。民衆に追われたガブリエーレとフィエスコが議会場に駆け込んでくる。シモンは民衆を制止するが、ガブリエーレは、アメーリアが誘拐され、その首謀者こそシモンだと糾弾して斬りかかる。助け出されたアメーリアが2人の間に割って入り、黒幕が別にいることを告げる。貴族派と平民派は互いに罵り合うが、シモンは同胞同士のいさかいを止めるよう説く。シモンは騒動の原因となったガブリエーレとフィエスコを牢に入れると、パオロに対し、この部屋に卑劣な裏切り者がいること、自分はそれが誰なのか知っていること、パオロを証人としてそのならず者を呪え、と迫る。パオロは青ざめ、震えながら自分で自分を呪う。

### 第2幕
総督の部屋

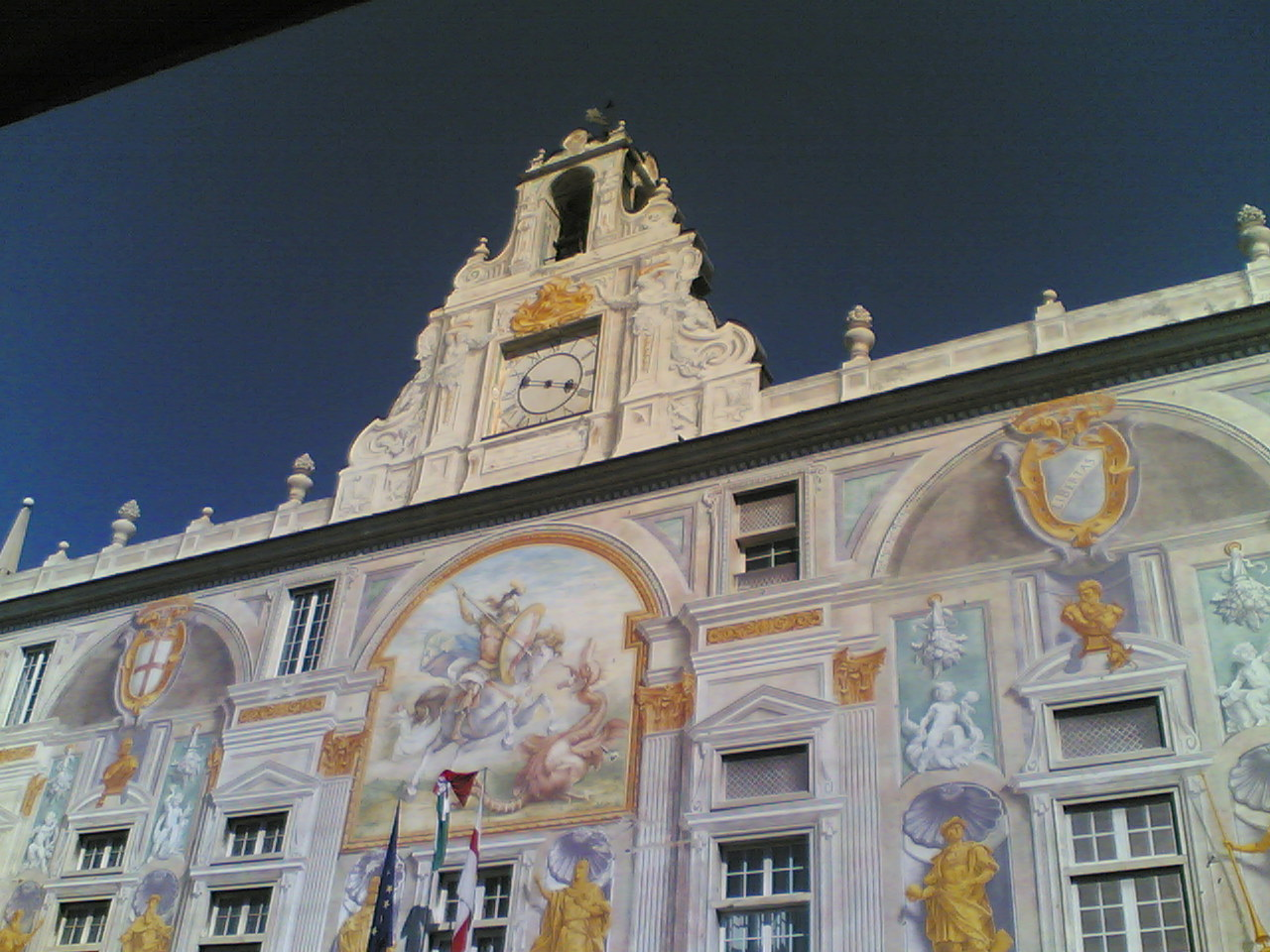
ジェノヴァ総督邸として使われたサン・ジョルジョ宮殿

シモンを深く恨んだパオロは、シモンの水差しに毒を盛る。さらに、捕らえられていたアンドレーアとガブリエーレを牢から出す条件として、2人にシモンの暗殺を持ちかける。フィエスコは拒絶して再び牢に戻されるが、ガブリエーレはシモンがアメーリアとお楽しみ中だとパオロから吹き込まれ、激怒する（アリア「わが心に炎が燃える」）。面会にやってきたアメーリアにガブリエーレは怒りをぶちまける。そこへシモンがやってきたため、ガブリエーレはバルコニーの物陰に隠れる。アメーリアはガブリエーレの赦免を嘆願し、シモンは寛大な措置を約束する。
疲れたシモンは水差しの水を飲み、眠気を催す。ガブリエーレがシモンを殺そうとして近づき、剣を抜く。戻ってきたアメーリアがそれを見つけて止める。シモンは目を覚まし、自分がアメーリアの父親であることを明かす。ガブリエーレはシモンに謝罪する（シモン、アメーリア、ガブリエーレによる三重唱「あなたは彼女の父上!」）。そのとき再び外で騒ぎが起こり、ガブリエーレはシモンのために、争乱を沈静化させようと出て行く。

### 第3幕
総督の部屋
争乱が鎮圧され、フィエスコが釈放される。反逆罪で捕らえられたパオロは、処刑場に引き立てられながら、シモンの体に毒が回っていることをフィエスコに告げる。遠く教会からアメーリアとガブリエーレの婚礼の合唱が総督の部屋まで響いてくる。
毒によって衰弱したシモンは、海を懐かしむ（モノローグ「慰めてくれ、海のそよ風よ!」）。フィエスコがシモンの前に現れる。シモンはフィエスコに、アメーリアこそが自分の娘であり、フィエスコの孫だと告げ、ついに二人は和解する。シモンとフィエスコの二重唱「わしは、神の御声に涙を流す」。そこへ結婚式を終えたアメーリアとガブリエーレが登場、シモンはフィエスコがアメーリアの祖父であることを明かす。シモン、フィエスコ、アメーリア、ガブリエーレによる四重唱「偉大なる神よ」。シモンは残された者たちの平和を祈り、ガブリエーレを次の総督に任命して息絶える。

## 歴史上のシモン・ボッカネグラ

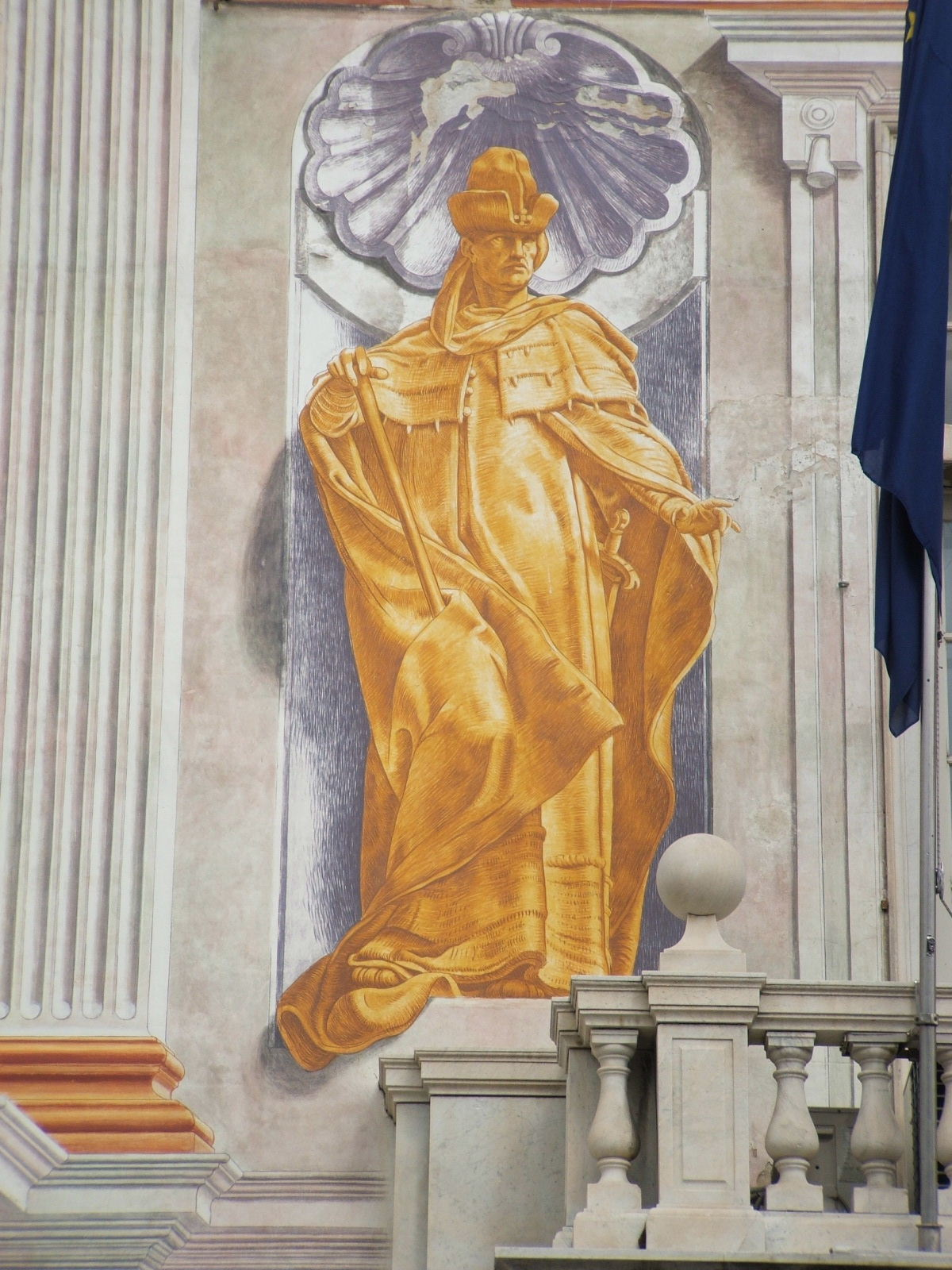
サン・ジョルジョ宮殿の壁画に描かれたシモン像（ジェノヴァ）

表題役となったシモン・ボッカネグラは実在の人物（? - 1363年）である。14世紀のジェノヴァ（当時はジェノヴァ共和国）では、4つの有力貴族が教皇派と皇帝派に分かれて争っていた。フィエスキ家、グリマルディ家のグェルフ党（教皇派）とスピノーラ家、ドーリア家のギベリン党（皇帝派）である。この対立に、商人や平民による平民派との対立が加わった。こうした中で、シモンは1339年に初代ジェノヴァ総督に就任した。1344年に貴族派の陰謀によりいったん失脚するが、1356年に総督に復帰する。1363年、宴会の席で倒れて没した。ワインに毒を盛られたのが死因であるという。
また、『シモン・ボッカネグラ』は、リヒャルト・ワーグナーの歌劇『リエンツィ』の物語と同時代であり、『リエンツィ』の主人公ニコラ・ディ・リエンツォがローマで殺されたのは1354年である。本作の第1幕フィナーレでのシモンの演説には、この史実を受けて「リエンツィと同じ栄光と死の予言の声が、いまやジェノヴァ一帯にも響き渡っている。ここにペトラルカの手紙がある。」という一節がある。

## 配役について
題名役のシモンは、父としての情愛、政治家としての器量、船乗りとしての豪快さの3つの個性が必要とされる。
これらを兼ね備えたバリトン歌手として、音楽之友社編『スタンダード・オペラ鑑賞ブック』では、ピエロ・カプッチルリを「当代きってのシモン歌い」としている。カプッチルリがシモンを歌った録音の中でも、とくにクラウディオ・アバド指揮ミラノ・スカラ座管弦楽団との演奏（1977年）は、ニコライ・ギャウロフ（フィエスコ）、ミレッラ・フレーニ（アメーリア）、ホセ・カレーラス（ガブリエーレ）、ジョゼ・ヴァン・ダム（パオロ）らとの共演であり、「おそらく考えられる限り最強のメンバーによる決定盤」とする。